# Jim Risch
James Elroy Risch, detto Jim (Milwaukee, 3 maggio 1943), è un politico statunitense, senatore per lo stato dell'Idaho dal 2009 ed in precedenza governatore dello stesso stato dal 2006 al 2007. Ancor prima, Risch ha servito come vicegovernatore dell'Idaho per due mandati dal 2007 al 2009 e dal 2003 al 2006 e come senatore statale, sempre per due mandati, dal 1974 al 1988 e dal 1995 al 2002.